# Skordupiany (rejon mariampolski)
Skordupiany (lit. Skardupiai) – wieś na Litwie, na Suwalszczyźnie, w gminie Mariampol w rejonie mariampolskim w okręgu mariampolskim. W pobliżu wsi przebiega trasa europejska E67.
Za Królestwa Polskiego przynależała administracyjnie do gminy Karkliny w powiecie wyłkowyskim.